# アガソナス・ヤコヴィディス
アガソナス・ヤコヴィディス（ギリシア語: Αγάθωνας Ιακωβίδης / Agathonas Iakovidis、1955年1月2日 - 2020年8月5日）は、ギリシャの民俗音楽・レベティコの歌手である。

## 生涯
1955年にテッサロニキのエヴァンゲリスモスに生まれる。両親はアナトリア半島から移住した難民であった。1973年よりプロとしての音楽活動を始め、1977年に初のCDが発表される。
コザ・モストラとともに2013年のユーロビジョン・ソング・コンテストのギリシャ代表に選出され、同年5月にスウェーデン・マルメで開催される同大会で「Alcohol Is Free」を歌う。
2020年8月5日にテサロニキで死去。65歳没。